# Caelifera
Скакавци (Caelifera, Saltatoria) су инсекти правокрилци чије су главне морфолошке карактеристике снажно развијене задње ноге, које им омогућавају кретање скоковима, и антене које су краће од дужине тела. Многе врсте могу да праве скокове који су и до 200 пута већи од њихове сопствене дужине. Величина им се креће од 3 до 65 mm, а код тропских врста она може да буде и до 25 cm. Највише воле сува и топла степска станишта. Глава је у тзв. ортогнатом положају, односно, управљена је надоле. Усни апарат је прилагођен за грицкање, а антене се састоје од великог броја чланака (до 550) и најчешће су чекињасте или кончасте. Хране се углавном биљном, а ређе животињском храном (инсектима и др.). Код ових инсеката из јаја се развијају ларве, које личе на одрасле јединке, али су знатно мање. Тело им је обавијено хитинском кутикулом. Пресвлаче се неколико пута и тако расту. 

## Галерија
- Nomadacris septemfasciata
- Tetrix sp.
- Abisares viridipennis